# Vévé
En Vévé eller Veve er et religiøst symbol for en voodoo Loa. Den repræsenterer loa'en under ritualer.
Enhver Loa har sin egen unikke vévé, der dog i få tilfælde varierer fra region til region. Offergaver til Loa'en placeres på vévé'en.
Vévé'en tegnes normalt ved at strø en pulveragtig substans, som f.eks. hvedemel eller krudt ud på gulvet. Materialet afhænger af ritualet.

## Eksempler
- Vévé for Loa'en Damballah
- Vévé for Loa'en Legba
- Vévé for Loa'en Brigitte
- Vévé for Loa'en Ogoun